# Johann Adam Schäfer
Johann Adam Schäfer (* 15. August 1756 in Cadolzburg; † 8. Oktober 1840 in Ansbach) war ein deutscher Klassischer Philologe und Gymnasialdirektor.
Er studierte an der Universität Erlangen. Ab 1778 lehrte er am Gymnasium in Ansbach.

## Schriften (Auswahl)
- Plinius Caecilius Secundus, Gaius: Plinius Lobrede auf den Kaiser Traian. Anspach 1784 (Digitalisat).
- Die Briefe des Plinius. Band 1, Erlangen 1824 (Digitalisat).
- Die Briefe des Plinius. Band 2, Erlangen 1824 (Digitalisat).